# Raima Sen

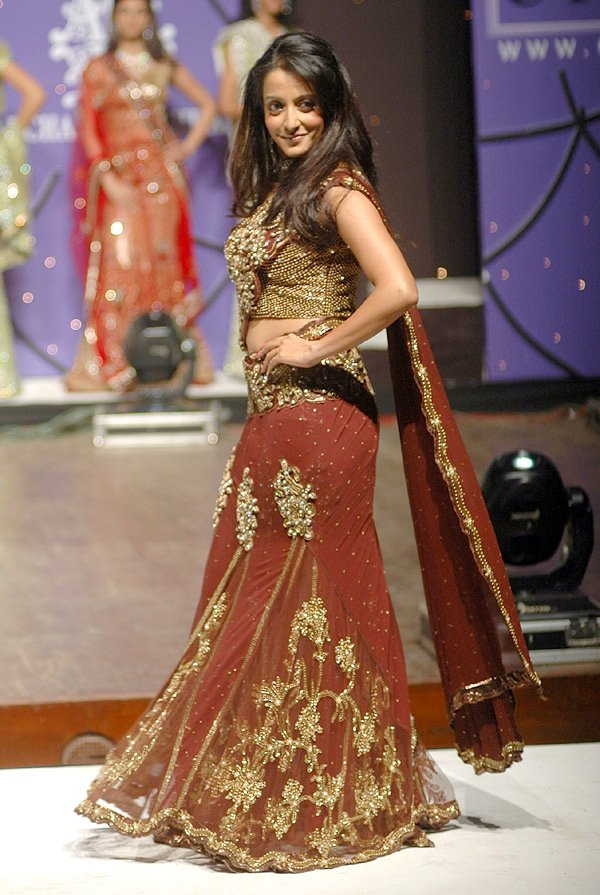
Raima Sen (2011)

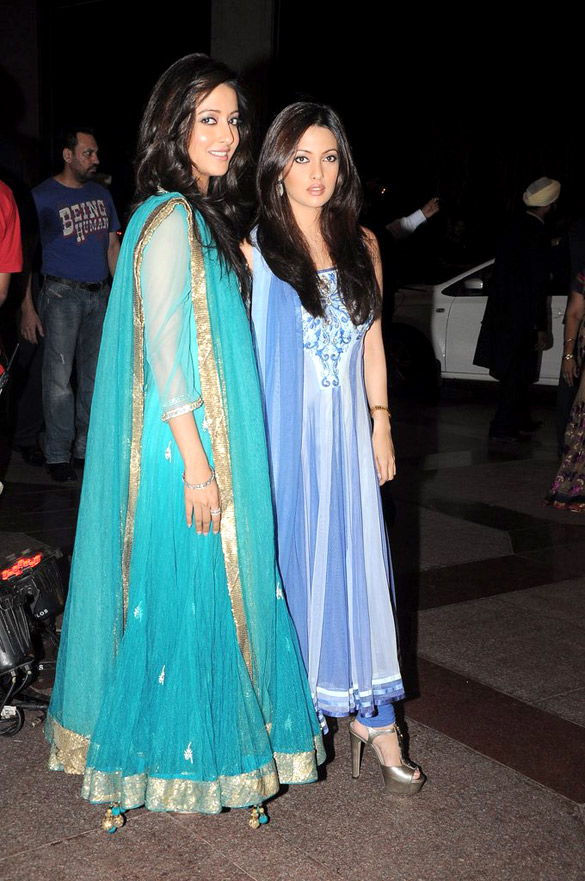
Raima und Riya Sen (2011)

Raima Sen (* 7. November 1979 in Kalkutta als Raima Dev Varma) ist eine indische Filmschauspielerin.

## Leben
Raima Sen ist die Tochter von Bharat Dev Varma und Moon Moon Sen. Ihre Mutter und ihre Großmutter Suchitra Sen sind ebenfalls Schauspielerinnen, wodurch sie zusammen mit ihrer Schwester Riya Sen bereits im Umfeld der Bollywood-Filmindustrie aufwuchs. Sie begann ihre eigene Karriere 1999 und spielt hauptsächlich in Filmen in bengalischer Sprache. Per 2016 war sie in insgesamt 73 Filmen zu sehen.

## Filmografie (Auswahl)
- 1999: Godmother
- 2003: Sandkörnchen im Auge (Chokher Bali)
- 2005: Parineeta – Das Mädchen aus Nachbars Garten (Parineeta)
- 2010: The Japanese Wife
- 2015: Kaagaz Ke Fools
- 2016: Bollywood Diaries

## Auszeichnungen
Sen war bisher vierfach für Awards der Internationalen Indischen Filmakademie nominiert, wobei sie 2002 den Preis für das beste weibliche Debut gewann.
- 2002 als Best Female Debut für ihre Rolle in Minnale (2001) (gewonnen)
- 2004 als Best Supporting Actress für ihre Rolle in Dhool (2003) (nominiert)
- 2011 als Best Actress für ihre Rolle in Ayirathil Oruvan (2010)  (nominiert)
- 2013 als Best Actress in a Supporting Role in Gangs of Wasseypur (2012) (nominiert)